# 勐海葡萄
勐海葡萄（学名：Vitis menghaiensis）为葡萄科葡萄属的植物，是中国的特有植物。分布于中国大陆的云南等地，生长于海拔1,550米的地区，多生在混交林内，目前尚未由人工引种栽培。